# Centro Deportivo Eugenio Mendoza
El Centro Deportivo Eugenio Mendoza también llamado Polideportivo Eugenio Mendoza es el nombre que recibe una instalación deportiva multipropósito localizada en la Avenida Principal de La Castellana con segunda transversal en el Municipio Chacao, al este del Distrito Metropolitano de Caracas y al noroeste del Estado Miranda, al centro norte del país sudamericano de Venezuela.
La estructura fue inaugurada en 2006 y en ella se pueden practicar de forma gratuita luego de realizar un proceso de inscripción una diversidad de disciplinas deportivas pues posee piscinas, canchas deportivas, cantinas, duchas, salas de ajedrez, áreas administrativas, áreas de servicios y salas de Máquinas en un Gimnasio acondicionado para tal fin. Entre las 12 actividades deportivas que se pueden realizar allí se encuentran el baloncesto, tenis, natación, fútbol sala, entre otros.
El espacio es administrado a través de una fundación bajo el control del gobierno Municipal de Chacao. Fue acondicionado usando las instalaciones del antiguo Club privado YMCA que paso a manos del municipio. Las obras fueron ejecutadas entre 2004 y 2006.